# Mediothele australis
Mediothele australis is een spinnensoort uit de familie Hexathelidae. De soort komt voor in Chili.